# Orgel der Grasberger Kirche
Die Orgel der Grasberger Kirche (Findorffkirche) wurde 1693–1694 von Arp Schnitger für das Hamburger Waisenhaus am Rödingsmarkt erbaut und 1788 nach Grasberg überführt. Sie zählt zu den wenigen Instrumenten Schnitgers, die bereits im 18. Jahrhundert in ihrer strukturellen Anlage verändert wurden. Die Orgel verfügt über 21 Register, zwei Manuale und Pedal. 15 Register sind original erhalten.

## Baugeschichte

### Neubau durch Schnitger 1694
Am 1. August 1693 vereinbarten die Jahrverwalter des Hamburger Waisenhauses vertraglich einen Orgelneubau mit Schnitger. Das bisherige Positiv von 1627 war 1671 von Joachim Richborn repariert worden, aber inzwischen abgängig. Nach sieben Monaten Lieferzeit wurde die zweimanualige Orgel mit hinterständigem Pedal am 24. Februar 1694 fertiggestellt. Dem Kontrakt zufolge wurden Schnitger für das Werk 650 Reichstaler zugesagt. Gegenüber dem vereinbarten 20 Registern hatte Schnitger zusätzlich den Dulcian 8′ für das Ober-Clavier eingebaut. Die Abnahme des Instruments erfolgte durch Johann Adam Reincken und seinen Schwiegersohn Andreas Kneller.
Der Prospekt des Hauptwerks ist fünfachsig mit einem überhöhten, polygonalen Mittelturm und zwei Seitentürmen, die ursprünglich ebenfalls polygonal waren. Die Türme werden durch zweigeschossige Flachfelder verbunden, die durch profilierte Kämpferleisten geteilt werden. Die unteren Pfeifenfelder sind stumm. Das original erhaltene Schnitzwerk schließt die Felder des Hauptwerks oben und unten ab, bildet aus Akanthusranken mit Voluten die seitlichen Blindflügel und schmiegt sich als Gehäuseaufbau an den Mittelturm an. Durch die geringe Deckenhöhe stand das Hauptwerk als Brüstungsorgel in der Emporenbrüstung. Dahinter befand sich in der Position eines Brustwerks über dem Spieltisch das „Mittelste Werck“. Hinter dem Spieltisch lag unmittelbar über dem Fußboden das Pedal mit den größten Pfeifen in der Mitte. Als farbliche Fassung der Gehäusefront hatte Schnitger einen dunklen Hintergrund gewählt, auf dem sich vergoldetes Feston abhob.
Die Prinzipale und Flöten zeichnen sich durch eine schnelle Ansprache und durch eine klangliche Eleganz aus. Die Flötenstimmen klingen verhältnismäßig milde, während die original erhaltene Mixtur sehr hoch liegt und scharf klingt. Schnitgers meisterhaften Zungenregistern eignet eine große Verschmelzungsfähigkeit mit anderen Registern. Die feine Intonation ist kennzeichnend für Schnitgers Stadtorgeln. Dass diese kleine Stadtorgel als einzige dieser Art von Schnitger erhalten blieb, ist der Überführung des Instruments zu verdanken.

### Überführung nach Grasberg durch Wilhelmy 1788
Als das Hamburger Waisenhaus 1785 vor dem Abriss stand und aufgegeben wurde, baute Johann Jakob Lehnert für das neue Waisenhaus eine neue Orgel. Nach dem Verkauf der Schnitger-Orgel überführte Georg Wilhelm Wilhelmy (Stade) das Instrument für 500 Reichstaler von Hamburg nach Grasberg. Hier hatte Jürgen Christian Findorff 1781–1785 für die Moorkolonisten eine neue Kirche erbaut. Wilhelmy baute ein neues Untergehäuse und gestaltete das Gehäuse von Haupt- und Brustwerk um. So erhielten die seitlichen Türme ihre heutige halbrunde Form. Im neuen Untergehäuse wurde das ursprünglich hinter dem Hauptwerk angelegte Mittelwerk als Brustwerk eingebaut. In den Türen vor dem Brustwerk stehen stumme foliierte Holzpfeifen-Attrappen. Schnitger gestaltete die Seitentürme polygonal, während er sonst regelmäßig Spitztürme baute. Wilhelmy legte unter Verwendung vieler Schnitgerteile eine neue Traktur an und erneuerte die Klaviaturbeläge. Aufgrund der neuen Raumverhältnisse baute er für das Pedal den Dulcian 16′ in eine Posaune 16′ mit hölzernen Bechern um, entfernte die Trompete 4′ („Schallmey“) und rückte die Trompete 8′ an deren Stelle auf. Das Cornet 2′ wurde entfernt und die vierchörige Pedalmixtur aufgrund der größeren hölzernen Stiefel der Posaune in eine zweifache Rauschpfeife umgewandelt. Bemerkenswert ist die elegante Traktur mit der ursprünglichen Stechermechanik für das Hauptwerk.
1826 ist eine Reparatur über 442 Reichstaler durch Wilhelmys Sohn Johann Georg Wilhelm Wilhelmy belegt, da die Orgel aufgrund eines schadhaften Kirchendachs schwer in Mitleidenschaft gezogen war.

### Spätere Arbeiten
In den Jahren 1859 bis 1862 wurden von J. H. Rohdenburg (Lilienthal) Nasat und Sesquialtera entfernt und durch dem Zeitgeschmack entsprechende Register ersetzt, die grundtöniger klangen (Bordun 16′ und Viola da Gamba 8′).
1917 mussten die 65 Prospektpfeifen aus Zinn an die Heeresverwaltung für Rüstungszwecke abgegeben werden, da Schnitger-Orgeln zu der Zeit nicht unter Denkmalschutz standen.

### Restaurierungen
1931–1932 erfolgte die erste Renovierung durch die Orgelwerkstatt Schindler (Bremen), die das Ziel hatte, die ursprüngliche Disposition wiederherzustellen. Eine weitere Renovierung fand 1950 durch Paul Ott statt. Aufgrund des zu niedrigen Winddrucks wurden allerdings das Pfeifenwerk überarbeitet und die Aufschnitte erniedrigt. Nur die Waldfloit blieb von der Erniedrigung der Labien verschont.
In den Jahren 1980–1985 wurde die Orgel von der Werkstatt Hillebrand (Altwarmbüchen) konsequent restauriert und die bisherigen unbefriedigenden Renovierungs-Eingriffe rückgängig gemacht. Verloren gegangene Register wurden nach den Mensurangaben des Orgelsachverständigen Cornelius H. Edskes (Groningen) und von Rudolf von Beckerath (Hamburg), der den Zustand vor 1950 einschließlich der Mensuraufmessungen sorgfältig dokumentiert hatte, rekonstruiert. Die jetzige Farbfassung entspricht nicht dem ursprünglichen Zustand. An dem rechten Prospektträger ist die ursprüngliche dunkle Fassung freigelegt worden.
Von 1988 bis 1989 erfolgte aufgrund einer Kirchenrenovierung eine vorübergehende Auslagerung und Aufstellung im Kloster Möllenbeck.
Rowan West führte 2015/2016 eine Sanierung der Orgel durch, die eine Neubelederung, Reinigung und Beseitigung des Schimmelbefalls, Wartungsarbeiten und eine Kopie der verwurmten Zungenköpfe vom Dulcian und von der Manualtrompete (Wilhelmy) beinhaltete.

## Disposition seit 1985 (= 1788)
| I Hauptwerk CDEFGA–c3 |     |    |
| Principal             | 8′0 | Hi |
| Rohrfloit             | 8′  | S  |
| Octav                 | 4′  | S  |
| Nasat                 | 3′  | Hi |
| Octav                 | 2′  | S  |
| Sesquialtera II0      |     | Hi |
| Mixtur IV–VI          |     | S  |
| Trommet               | 8′  | S  |

| II Brustwerk CDEFGA–c3 |       |   |
| Gedackt                | 08′   | S |
| Rohrfloit              | 04′   | S |
| Waldfloit              | 02′   | S |
| Quint                  | 1 ⁄3′ | S |
| Scharff IV0            |       | S |
| Dulcian                | 08′   | S |

| Pedal CDE–d1 |      |    |
| Supbaß       | 16′0 | S  |
| Gedact       | 08′  | S  |
| Octave       | 04′  | S  |
| Mixtur IV    |      | Hi |
| Posaune0     | 16′  | Wi |
| Trommet      | 08′  | S  |
| Cornett      | 02′  | Hi |

- Koppeln: II/I (Schiebekoppel) (S)
- Tremulant (neu)

Anmerkungen
1. ↑  Im Quintchor noch alte Pfeifen.
2. ↑  Eichenholz.
3. ↑  Zylindrisch und offen.
4. ↑  Bis auf CDE Metall.
5. ↑  Metall.
6. ↑  Becher aus Holz.

S = Schnitger
Wi = Wilhelmy
Hi = Hillebrand

## Technische Daten
- 21 Register, 33 Pfeifenreihen
- Windversorgung:

  - 3 Keilbälge (Schnitger)
  - 3 Sperrventile
  - Winddruck: 70 mmWS
- Windladen: Manuale (Schnitger), Pedal (Schnitger)
- Traktur:
  - Klaviaturen (Schnitger)
  - Tontraktur: Mechanisch
  - Registertraktur: Mechanisch
- Stimmung:
  - Wohltemperierte Stimmung (Neidhardt III)
  - Tonhöhe a1 = ca. 452 Hz

## Nachbauten
- In der Basler Kartäuser- bzw. Waisenhauskirche steht seit 1994 eine durch Bernhardt Edskes gefertigte Kopie der Grasberger Schnitger-Orgel.[10][11]

## Aufnahmen/Tonträger
- Arp Schnitger in Niedersachsen. 2002. MD+G, 1124-2 (11 Organisten in Cappel, St. Cosmae Stade, Lüdingworth, Steinkirchen, Hollern, Mittelnkirchen, Norden, Grasberg, Dedesdorf, Ganderkesee, Weener).
- Arp Schnitger auf Reisen. 1998. Es-Dur, (2011) 7494864 (Uwe Droszella: Bach, Böhm, Buxtehude, Sweelinck)
- Dietrich Buxtehude: Orgelwerke Vol. 3. 1986. MD+G, L 3270 (Harald Vogel: BuxWV 76, 145, 156, 159, 160, 171, 174,  193, 194, 202 in Grasberg; BuxWV 144, 186, 198, 205 in Damp)
- Johann Caspar Ferdinand Fischer: Ariadne musica. 1985. Christophorus, CHE 0002-2 (Wolfgang Baumgratz).